# Don't Be a Dick
Don't Be a Dick — дебютний студійний альбом американського  рок-гурту Emily's Army (SWMRS), виданий 14 червня 2011, лейбломами Rise Records та Adeline Records. Продюсерами альбому стали батько ударника гурту Джоуві Армстронга, Біллі Джо Армстронг, та музичного інженера Green Day Chris Dugan.

## Передісторія
Emily's Army видали два сингли та демо у 2009 і 2010 та розпочали свою концертну діяльність, та згодом роботу над першим студійним альбомом. Гурт розпочав запис альбому після Різдва 2010 та завершив у березні 2011. Це перший реліз гурту на лейблі Rise Records. Та перший альбом спродюсований Біллі Джо Армстронгом.

## Список композицій
| #   | Назва                    | Тривалість |
| --- | ------------------------ | ---------- |
| 1.  | «Broadcast This»         | 2:17       |
| 2.  | «Strictly for the Birds» | 2:09       |
| 3.  | «Asslete»                | 2:23       |
| 4.  | «Rom Drom»               | 2:13       |
| 5.  | «Little Face»            | 2:01       |
| 6.  | «Ho-lloween»             | 2:13       |
| 7.  | «West Coast»             | 3:22       |
| 8.  | «Statutory Brainrape»    | 2:23       |
| 9.  | «Burn Apollo»            | 2:45       |
| 10. | «The Gutter»             | 2:20       |
| 11. | «Regan MacNeil»          | 2:39       |
| 12. | «I Wanna be Remembered»  | 2:07       |
| 13. | «Bad Cop»                | 2:35       |
| 14. | «Loch Lomond»            | 2:30       |

## Учасники запису
Credits for Don't Be a Dick adapted from liner notes.
Emily's Army
- Коул Беккер – вокал,  ритм-гітара
- Макс Беккер –  вокал, бас-гітара
- Джоуві Армстронг – ударні, перкусія, бек-вокал
- Тревіс Ньюмен  – ведуча гітара, бек-вокал

Студійні записи
- Біллі Джо Армстронг - продюсер
- Chris Dugan - продюсер
- Mikaela Cohen - artwork